# サラマンカCF UDS
サラマンカ・クルブ・デ・フトボルUDS（Salamanca Club de Fútbol UDS）は、スペイン・カスティーリャ・イ・レオン州サラマンカ県ビジャレス・デ・ラ・レイナに本拠地を置くサッカークラブ。現在はセグンダ・ディビシオンRFEFに在籍している。

## 歴史
2013年にUDサラマンカが解散され、UDサラマンカが保持していたリザーブチームがこのサラマンカCF UDSの母体となった。その後、そのリザーブチームの名称をCD CFサラマンカとし、このクラブがリザーブチーム時代に在籍していたテルセーラ・ディシオンに所属することになった。しかし2015年、スペインサッカー連盟がテルセーラに所属することを認めず、2015-16シーズンは地域リーグ (6部相当)から再スタートさせられた。6部での1シーズン目をリーグ優勝で飾ると、そのシーズンから3シーズン連続で昇格し続け、2018-19シーズンからはセグンダ・ディビシオンBに所属している。

### クラブの母体
- UDサラマンカ (歴史はこのクラブをリザーブチームのものを引き継いでいる)

### クラブ名の変遷
- CDサラマンカCF 2013-2017
- CFサラマンカUDS 2017-2018
- サラマンカCF UDS 2018-

## 過去の成績
| シーズン | 階級 | ディビジョン | 順位    | コパ・デル・レイ |
| -------- | ---- | ------------ | ------- | ---------------- |
| 2013-14  | 4    | テルセーラ   | 9位     |                  |
| 2014-15  | 4    | テルセーラ   | 9位     |                  |
| 2015–16  | 6    | レヒオナレス | 1位     |                  |
| 2016–17  | 5    | レヒオナレス | 1位     |                  |
| 2017-18  | 4    | テルセーラ   | 4位     |                  |
| 2018-19  | 3    | セグンダB    | 12位    |                  |
| 2019-20  | 3    | セグンダB    | 13位    |                  |
| 2020-21  | 3    | セグンダB    | 9位/2位 |                  |
| 2021-22  | 4    | セグンダRFEF |         |                  |

- 3シーズン - セグンダ・ディビシオンB
- 1シーズン - セグンダ・ディビシオンRFEF
- 3シーズン - テルセーラ・ディビシオン

## 現所属メンバー
2021年1月5日現在
注：選手の国籍表記はFIFAの定めた代表資格ルールに基づく。
| No. | Pos. |              | 選手名                     |
| --- | ---- | ------------ | -------------------------- |
| 1   | GK   | スペイン     | ハビ・ベニテス             |
| 2   | DF   | スペイン     | ナチョ・ロペス             |
| 3   | DF   | メキシコ     | クリスティアン・アルバレス |
| 4   | DF   | スペイン     | セルヒオ・アジャラ         |
| 5   | DF   | スペイン     | アルフォンソ・カンデラス   |
| 6   | MF   | スペイン     | セルヒオ・モリーナ         |
| 7   | MF   | スペイン     | フェルナンド・ジョレンテ   |
| 8   | MF   | スペイン     | アントニオ・アマロ         |
| 10  | MF   | メキシコ     | ホルヘ・モラ               |
| 11  | MF   | ガーナ       | エルネスト・オヘメング     |
| 14  | DF   | アルゼンチン | フランシスコ・デロレンツィ |

| No. | Pos. |                | 選手名                   |
| --- | ---- | -------------- | ------------------------ |
| 16  | DF   | スペイン       | イバン・カサド           |
| 17  | MF   | スペイン       | ハビ・ナバス             |
| 18  | MF   | スペイン       | アレハンドロ・カマーチョ |
| 19  | FW   | スペイン       | ウショ・デ・ペナ         |
| 20  | MF   | メキシコ       | ルイス・テジェス         |
| 21  | FW   | メキシコ       | ディエゴ・チャベス       |
| 22  | DF   | コロンビア     | アンデルソン・アローヨ   |
| 28  | DF   | アメリカ合衆国 | レオナルド・セプルベダ   |
| 30  | MF   | メキシコ       | デニウソン・ビジャ       |
| 32  | DF   | メキシコ       | ルイス・マルティネス     |
| 34  | FW   | アメリカ合衆国 | クレイ・シルバス         |
| --  | FW   | コロンビア     | フアンチョ・ビクトリア   |

## 歴代所属選手
- オウス・クワベナ 2018-2019

## 歴代監督
| 期間      | 監督                             |
| --------- | -------------------------------- |
| 2013      | サトゥル・ロペス                 |
| 2014-2015 | マリア・エルナンデス             |
| 2015-2016 | フアン・フランシスコ・インゲルモ |
| 2016-2017 | マリア・エルナンデス             |
| 2017-2018 | ラモン・カルデレ                 |
| 2018      | パブロ・コルテス                 |
| 2018      | ホセ・ミゲル・カンポス           |
| 2018-2019 | アントニオ・カルデロン           |
| 2019      | パブロ・コルテス                 |
| 2019-2020 | アイトール・ララサバル           |
| 2020      | セルヒオ・エゲア                 |
| 2021      | ロロ・エスコバル                 |
| 2021-     | アントニオ・カルデロン           |

## ライバル
同じ街に拠点を置くウニオニスタス・デ・サラマンカCFとの間にはライバル関係がある。両クラブはともに2013年に消滅したUDサラマンカの流れを組んでおり、"サラマンカCF UDS"はUDサラマンカのリザーブチームが母体であり、一方、"ウニオニスタス・デ・サラマンカCF"はUDサラマンカのサポータークラブが設立したクラブである。よって両者の間にはどちらが正統な後継クラブであるかという争い意識がある。